# Willem 's Gravesande

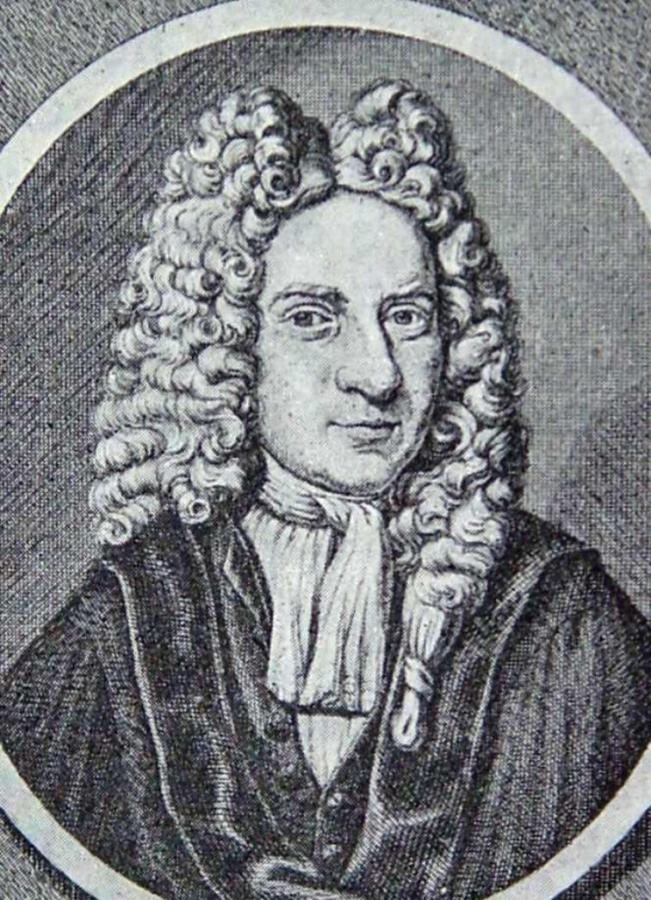
Willem 's Gravesande

Willem Jacob 's Gravesande (Bolduque, 26 de septiembre de 1688 - Leiden, 28 de febrero de 1742) fue un filósofo, periodista y físico holandés.

## Biografía

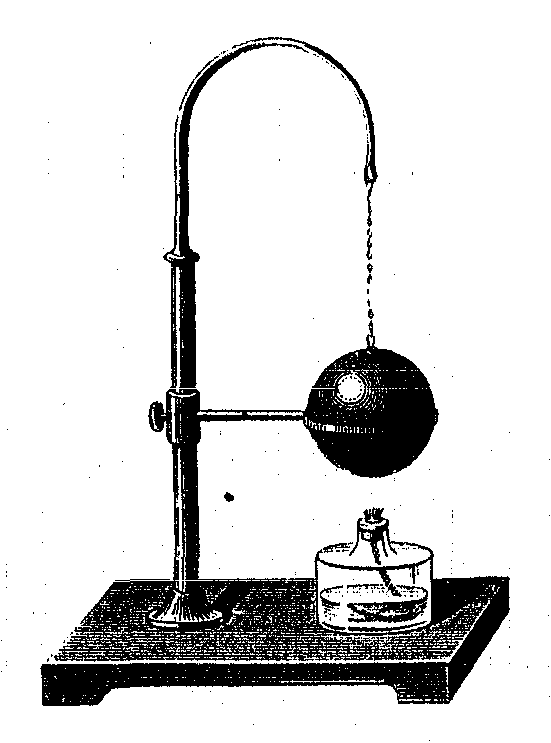
Anillo de Gravesande

Nacido en Bolduque, Gravesande estudió derecho en la Universidad de Leiden, donde defendió una tesis sobre el suicidio y obtuvo el doctorado en 1707. Luego ejerció como abogado en La Haya y al mismo tiempo participó en discusiones intelectuales y cultivó su interés por las ciencias matemáticas. Su Essai de perspective ("Ensayo sobre la Perspectiva"), escrito en francés y publicado en 1711, fue elogiado por el influyente matemático suizo Johann Bernoulli. En La Haya, Gravesande también codirigió el Journal Littéraire en francés, publicación que apareció por primera vez en 1713.
En 1715 Gravesande visitó Londres como parte de una delegación holandesa enviada para dar la bienvenida al nuevo rey británico Jorge I y allí se reunió no solo con el monarca, sino con Isaac Newton, y fue elegido miembro de la Royal Society. En 1717 se convirtió en profesor de matemáticas y astronomía en la Universidad de Leiden. Desde esa posición, jugó un papel decisivo en la introducción de la obra de Newton en los Países Bajos. También obtuvo las cátedras de arquitectura civil y militar en 1730 y de filosofía en 1734. Como filósofo se opuso a fatalistas como Thomas Hobbes y Baruch Spinoza.
Se casó con Anna Sacrelaire en 1720, de la que tuvo dos hijos que no superaron la adolescencia. En 1724, el zar Pedro el Grande le ofreció un puesto en la nueva Academia Imperial de Ciencias de San Petersburgo y en 1737 recibió una oferta de Federico el Grande para unirse a la de Ciencias de Prusia en Berlín. Se negó a ambas ofertas y optó por permanecer en Leiden.
Su obra más importante es Physices elementa mathematica, experimentis confirmata, sive introductio ad philosophiam Newtonianam ("Elementos matemáticos de Filosofía natural, confirmados con experimentos, o Una introducción a la filosofía newtoniana"), publicada en Leiden en 1720. Se le considera el descubridor de la energía cinética y desarrolló una teoría sobre la mecánica del choque; construyó el primer helióstato e ideó el llamado anillo de Gravesande, una esfera de latón que pasa justo por el interior de un anillo del mismo metal; al calentar la esfera, esta no pasa por el anillo, lo que le permitió demostrar la dilatación de los sólidos.

## Obras
- Essai de perspective, 1711
- Philosophiae Newtonianae Institutiones, in usus academicos, 1723
- An essay on perspective, 1724
- Physices elementa mathematica, experimentis confirmata, sive introductio ad philosophiam Newtonianam, Leiden, 1720–1721
- Introductio ad Philosophiam, Metaphysicam et Logicam, 1736
- Mathematical Elements of Natural Philosophy, Confirm'd by Experiments: or, An introduction to Sir Isaac Newton's philosophy (Vol. I), 1747
- Mathematical Elements of Natural Philosophy, Confirm'd by Experiments: or, An introduction to Sir Isaac Newton's philosophy (Vol. II), 1747
- Oeuvres Philosophiques et Mathématiques de Mr. G. J. 'sGravesande, ed. con memoria de J. Allamand, 1774

- Datos: Q1384858
- Multimedia: Willem 's Gravesande / Q1384858